# Långloken
Långloken är tillsammans med Kattloken en sjö i Leksands kommun i Dalarna och ingår i Dalälvens huvudavrinningsområde. Den ligger i Gärde i Häradsbygden.